# Стелла д’Аджаме
«Стелла д’Аджаме» (фр. Stella Club d'Adjamé) — ивуарийский футбольный клуб из Абиджана. Выступает в чемпионате Кот-д’Ивуара. Основан в 1953 году в результате слияния сразу трех клубов — Ред Стар, Этуаль д’Аджаме и УС Белла. Домашние матчи проводит на стадионе «Робер Шампро», вмещающем 20 000 зрителей.

## История
«Стелла д’Аджаме» стал первым клубом ивуарийского чемпионата, кому удавалось за последние 32 года прерывать гегемонию двух столпов местного футбола — «АСЕК Мимозас» и «Африка Спортс», — выиграв три национальных первенства в 1979, 1981 и 1984 годах. Помимо этого, абиджанский клуб стал финалистом первого розыгрыша Кубка обладателей Кубков КАФ в 1975 году, проиграв в финальном матче камерунскому «Тоннер Яунде» с общим счетом 1:5. В 1993 году «Стелла д’Аджаме» стал первым и пока последним клубом из Кот-д'Ивуара, когда-либо побеждавшим в Кубке КАФ — в финале был повержен танзанийский клуб «Симба» со счетом 2:0 по итогам двух матчей. Последний более или менее значимый успех клуба датируется 2004 годом, когда была выиграна «бронза» национального первенства.

## Достижения

### Национальные
- Чемпион Кот-д’Ивуара — 3 (1979, 1981, 1984)

- Обладатель Кубка Кот-д’Ивуара — 2 (1974, 1975)

- Обладатель Суперкубка Кот-д’Ивуара — 2 (1977, 1984)

### Международные
- Кубок Конфедерации КАФ
  - Победитель: 1993

- Кубок обладателей Кубков КАФ
  - Финалист: 1975